# 큰귀습지쥐
큰귀습지쥐(Malacomys longipes)는 쥐과에 속하는 설치류의 일종이다. 앙골라와 카메룬, 중앙아프리카공화국, 콩고, 콩고민주공화국, 적도기니, 가봉, 나이지리아, 우간다, 잠비아에서 발견된다. 자연 서식지는 아열대 또는 열대 기후 지역의 습윤 저지대 숲이다.